# Aleyrac
Aleyrac település Franciaországban, Drôme megyében. Lakosainak száma 53 fő (2022. január 1.). Aleyrac La Bégude-de-Mazenc, Montjoyer, Le Poët-Laval, Portes-en-Valdaine, Salles-sous-Bois és Taulignan községekkel határos.

## Népesség
A település népességének változása:
| Lakosok száma | 32   | 29   | 39   | 37   | 46   | 46   | 47   | 50   | 52   | 53   |
|               | 1968 | 1982 | 1990 | 2006 | 2013 | 2015 | 2017 | 2019 | 2020 | 2022 |